# Las Flores Tilantongo
Las Flores Tilantongo är en ort i Mexiko.   Den ligger i kommunen Santiago Tilantongo och delstaten Oaxaca, i den sydöstra delen av landet, 300 km sydost om huvudstaden Mexico City. Las Flores Tilantongo ligger 2 301 meter över havet och antalet invånare är 180.
Terrängen runt Las Flores Tilantongo är bergig. Runt Las Flores Tilantongo är det mycket glesbefolkat, med 7 invånare per kvadratkilometer. Närmaste större samhälle är San Pedro Tidaá, 17,9 km norr om Las Flores Tilantongo. Trakten runt Las Flores Tilantongo består i huvudsak av gräsmarker.